# Bahnstrecke Pau–Canfranc
| Im Juni 2016 sind die ersten Züge auf den Viaduc d’Escot zurückgekehrt. |                          |                                                             |                                                             |
| Streckenverlauf und Einordnung |                          |                                                             |                                                             |
| Streckennummer (SNCF): | 664 000                  |                                                             |                                                             |
| Kursbuchstrecke (SNCF): | 415                      |                                                             |                                                             |
| Streckenlänge: | 93 km                    |                                                             |                                                             |
| Spurweite: | 1435 mm (Normalspur)     |                                                             |                                                             |
| Stromsystem: | bis 2010: 1,5 kV =       |                                                             |                                                             |
| Stromsystem: | geplant ab 2040: 25 kV ~ |                                                             |                                                             |
| Maximale Neigung: | 43 ‰                     |                                                             |                                                             |
| Minimaler Radius: | 200 m                    |                                                             |                                                             |
| |                          |                                                             |                                                             |
| \| \| \| \| \| \| \| 0,000 \| Bahnstrecke Toulouse–Bayonne von Toulouse \| Bahnstrecke Toulouse–Bayonne von Toulouse \| \| \| \| \| \| \| \| 215,735 \| Pau — zur Innenstadt \| 178 m \| \| \| \| \| \| \| \| \| Bahnstrecke Toulouse–Bayonne nach Bayonne oder Dax–Bordeaux \| \| \| \| \| \| \| \| \| 216,146 \| Pont polygonal de Gelos (219 m 1) \| Pont polygonal de Gelos (219 m 1) \| \| \| 216,985 \| La-Croix-du-Prince \| 180 m \| \| \| 223,244 \| Gan \| 208 m \| \| \| 226,390 \| Pont de Magendie (112 m) \| Pont de Magendie (112 m) \| \| \| 227,478 \| Viaduc de Les Hiès (313 m) \| Viaduc de Les Hiès (313 m) \| \| \| 231,165 \| Haut-de-Gan \| 345 m \| \| \| 233,412 \| Tunnel de Bélair (570 m) \| Tunnel de Bélair (570 m) \| \| \| 235,274 \| Buzy-en-Béarn \| 376 m \| \| \| \| nach Laruns \| \| \| \| 240,015 \| Ogeu-les-Bains \| 315 m \| \| \| 243,904 \| Escou \| 283 m \| \| \| 250,559 \| Oloron-Sainte-Marie \| 211 m \| \| \| 251,259 \| Tunnel d’Oloron (303 m) \| Tunnel d’Oloron (303 m) \| \| \| 252,300 \| Bidos – in (vgl. Foto) \| 225 m \| \| \| 255,266 \| Gurmençon \| 246 m \| \| \| 259,484 \| Saint-Christau-Lurbe \| 267 m \| \| \| 265,838 \| Escot \| 332 m \| \| \| 266,207 \| Viaduc d’Escot (Gave d’Aspe; 100 m) \| Viaduc d’Escot (Gave d’Aspe; 100 m) \| \| \| 266,669 \| Tunnel des Fontaines d’Escot (291 m) \| Tunnel des Fontaines d’Escot (291 m) \| \| \| 268,780 \| Sarrance \| 360 m \| \| \| 269,747 \| Tunnel du Mail-du-Couret (244 m) \| Tunnel du Mail-du-Couret (244 m) \| \| \| 273,040 \| Tunnel du Salet (124 m) \| Tunnel du Salet (124 m) \| \| \| 273,888 \| Tunnel de l’Araou (276 m) \| Tunnel de l’Araou (276 m) \| \| \| 275,260 \| Bedous \| 407 m \| \| \| 277,542 \| Accous ＊ 2 \| 447 m \| \| \| 278,135 \| Pont de la Bigue ⊙ (38 m) 3 \| Pont de la Bigue ⊙ (38 m) 3 \| \| \| 279,003 \| Tunnel d’Esquit (457 m) \| Tunnel d’Esquit (457 m) \| \| \| 279,668 \| Tunnel de Farrol (124 m) \| Tunnel de Farrol (124 m) \| \| \| 280,173 \| Tunnel du Canal-de-Farrol (113 m) \| Tunnel du Canal-de-Farrol (113 m) \| \| \| 280,643 \| Pont de l’Estanguet ⊙ (50 m) 4 \| Pont de l’Estanguet ⊙ (50 m) 4 \| \| \| 282,039 \| Lescun-Cette-Eygun \| 502 m \| \| \| 283,310 \| Tunnel de Broca (662 m) \| Tunnel de Broca (662 m) \| \| \| 285,234 \| Tunnel de Sens (384 m) \| Tunnel de Sens (384 m) \| \| \| 285,812 \| Tunnel d’Etsaut (209 m) \| Tunnel d’Etsaut (209 m) \| \| \| 286,383 \| Etsaut \| 593 m \| \| \| 287,739 \| Viaduc d'Etsaut ⊙ (147 m) ＊ \| Viaduc d'Etsaut ⊙ (147 m) ＊ \| \| \| 288,517 \| Tunnel de Poutou (180 m) \| Tunnel de Poutou (180 m) \| \| \| 289,007 \| Tunnel du Portalet (940 m) \| Tunnel du Portalet (940 m) \| \| \| 290,176 \| Viaduc d’Urdos (154 m) \| Viaduc d’Urdos (154 m) \| \| \| 290,404 \| Urdos \| 714 m \| \| \| 291,563 \| Tunnel de Lagaube (165 m) \| Tunnel de Lagaube (165 m) \| \| \| 292,588 \| Tunnel de Larry (294 m, unter dem Bach) \| Tunnel de Larry (294 m, unter dem Bach) \| \| \| 294,408 \| Tunnel hélicoïdal de Sayerce \| Tunnel hélicoïdal de Sayerce \| \| \| \| (Kehrtunnel; 1.792 m) \| \| \| \| 296,702 \| Viaduc de l’Arnousse (113 m) \| Viaduc de l’Arnousse (113 m) \| \| \| 297,501 \| Tunnel de Penne d’Arrêt (354 m) \| Tunnel de Penne d’Arrêt (354 m) \| \| \| 298,699 \| Viaduc de Peilhou (90 m) ＊ \| Viaduc de Peilhou (90 m) ＊ \| \| \| 299,047 \| Tunnel de Peilhou (335 m) 5 \| Tunnel de Peilhou (335 m) 5 \| \| \| 299,718 \| Les Forges d’Abel \| 1068 m \| \| \| 300,119 \| Somport-Eisenbahntunnel (7.874 m) \| Somport-Eisenbahntunnel (7.874 m) \| \| \| 303,285 \| (Staatsgrenze Frankreich–Spanien) \| (Staatsgrenze Frankreich–Spanien) \| \| \| 304,2xx \| Scheitelpunkt \| 1212 m \| \| \| 308,499 \| Canfranc \| 1195 m \| \| \| \| \| \| \| \| \| Bahnstrecke Saragossa–Canfranc nach Saragossa \| \| \| \| \| \| \| ＊ Ausbau der RN 134 durch Unterbrechung der Strecke insbesondere an den Enden von Viadukten 1 über den Gave de Pau 2 unterbrochen durch Bau der Ortsumgehung neben … 3 zerstört durch Überschwemmung am 5. Okt. 1992 4 zerstört durch die Entgleisung am 27. März 1970 5 als einziger einsturzgefährdet |                          |                                                             |                                                             |
| |                          |                                                             |                                                             |
| | 0,000                    | Bahnstrecke Toulouse–Bayonne von Toulouse                   | Bahnstrecke Toulouse–Bayonne von Toulouse                   |
| |                          |                                                             |                                                             |
| Bahnhof | 215,735                  | Pau — zur Innenstadt                                        | 178 m                                                       |
| |                          |                                                             |                                                             |
| Abzweig geradeaus und nach rechts |                          | Bahnstrecke Toulouse–Bayonne nach Bayonne oder Dax–Bordeaux | Bahnstrecke Toulouse–Bayonne nach Bayonne oder Dax–Bordeaux |
| |                          |                                                             |                                                             |
| Brücke über Wasserlauf | 216,146                  | Pont polygonal de Gelos (219 m 1)                           | Pont polygonal de Gelos (219 m 1)                           |
| Haltepunkt / Haltestelle | 216,985                  | La-Croix-du-Prince                                          | 180 m                                                       |
| Haltepunkt / Haltestelle | 223,244                  | Gan                                                         | 208 m                                                       |
| Brücke | 226,390                  | Pont de Magendie (112 m)                                    | Pont de Magendie (112 m)                                    |
| | 227,478                  | Viaduc de Les Hiès (313 m)                                  | Viaduc de Les Hiès (313 m)                                  |
| ehemaliger Bahnhof | 231,165                  | Haut-de-Gan                                                 | 345 m                                                       |
| Tunnel | 233,412                  | Tunnel de Bélair (570 m)                                    | Tunnel de Bélair (570 m)                                    |
| Bahnhof | 235,274                  | Buzy-en-Béarn                                               | 376 m                                                       |
| Abzweig geradeaus und ehemals nach links |                          | nach Laruns                                                 | nach Laruns                                                 |
| Haltepunkt / Haltestelle | 240,015                  | Ogeu-les-Bains                                              | 315 m                                                       |
| ehemaliger Bahnhof | 243,904                  | Escou                                                       | 283 m                                                       |
| Bahnhof | 250,559                  | Oloron-Sainte-Marie                                         | 211 m                                                       |
| Tunnel | 251,259                  | Tunnel d’Oloron (303 m)                                     | Tunnel d’Oloron (303 m)                                     |
| Haltepunkt / Haltestelle | 252,300                  | Bidos – in (vgl. Foto)                                      | 225 m                                                       |
| ehemaliger Haltepunkt / Haltestelle | 255,266                  | Gurmençon                                                   | 246 m                                                       |
| Haltepunkt / Haltestelle | 259,484                  | Saint-Christau-Lurbe                                        | 267 m                                                       |
| ehemaliger Haltepunkt / Haltestelle | 265,838                  | Escot                                                       | 332 m                                                       |
| Brücke über Wasserlauf | 266,207                  | Viaduc d’Escot (Gave d’Aspe; 100 m)                         | Viaduc d’Escot (Gave d’Aspe; 100 m)                         |
| Tunnel | 266,669                  | Tunnel des Fontaines d’Escot (291 m)                        | Tunnel des Fontaines d’Escot (291 m)                        |
| Haltepunkt / Haltestelle | 268,780                  | Sarrance                                                    | 360 m                                                       |
| Tunnel | 269,747                  | Tunnel du Mail-du-Couret (244 m)                            | Tunnel du Mail-du-Couret (244 m)                            |
| Tunnel | 273,040                  | Tunnel du Salet (124 m)                                     | Tunnel du Salet (124 m)                                     |
| Tunnel | 273,888                  | Tunnel de l’Araou (276 m)                                   | Tunnel de l’Araou (276 m)                                   |
| Kopfbahnhof Strecke ab hier außer Betrieb | 275,260                  | Bedous                                                      | 407 m                                                       |
| Haltepunkt / Haltestelle Streckenende (Strecke außer Betrieb) | 277,542                  | Accous ＊ 2                                                 | 447 m                                                       |
| Brücke über Wasserlauf (Strecke außer Betrieb) | 278,135                  | Pont de la Bigue ⊙ (38 m) 3                                 | Pont de la Bigue ⊙ (38 m) 3                                 |
| Tunnel (Strecke außer Betrieb) | 279,003                  | Tunnel d’Esquit (457 m)                                     | Tunnel d’Esquit (457 m)                                     |
| Tunnel (Strecke außer Betrieb) | 279,668                  | Tunnel de Farrol (124 m)                                    | Tunnel de Farrol (124 m)                                    |
| Tunnel (Strecke außer Betrieb) | 280,173                  | Tunnel du Canal-de-Farrol (113 m)                           | Tunnel du Canal-de-Farrol (113 m)                           |
| Brücke über Wasserlauf (Strecke außer Betrieb) | 280,643                  | Pont de l’Estanguet ⊙ (50 m) 4                              | Pont de l’Estanguet ⊙ (50 m) 4                              |
| | 282,039                  | Lescun-Cette-Eygun                                          | 502 m                                                       |
| Tunnel (Strecke außer Betrieb) | 283,310                  | Tunnel de Broca (662 m)                                     | Tunnel de Broca (662 m)                                     |
| Tunnel (Strecke außer Betrieb) | 285,234                  | Tunnel de Sens (384 m)                                      | Tunnel de Sens (384 m)                                      |
| Tunnel (Strecke außer Betrieb) | 285,812                  | Tunnel d’Etsaut (209 m)                                     | Tunnel d’Etsaut (209 m)                                     |
| Kopfbahnhof Streckenende (Strecke außer Betrieb) | 286,383                  | Etsaut                                                      | 593 m                                                       |
| Brücke über Wasserlauf (Strecke außer Betrieb) | 287,739                  | Viaduc d'Etsaut ⊙ (147 m) ＊                                | Viaduc d'Etsaut ⊙ (147 m) ＊                                |
| Tunnel (Strecke außer Betrieb) | 288,517                  | Tunnel de Poutou (180 m)                                    | Tunnel de Poutou (180 m)                                    |
| Tunnel (Strecke außer Betrieb) | 289,007                  | Tunnel du Portalet (940 m)                                  | Tunnel du Portalet (940 m)                                  |
| Brücke über Wasserlauf (Strecke außer Betrieb) | 290,176                  | Viaduc d’Urdos (154 m)                                      | Viaduc d’Urdos (154 m)                                      |
| | 290,404                  | Urdos                                                       | 714 m                                                       |
| Tunnel (Strecke außer Betrieb) | 291,563                  | Tunnel de Lagaube (165 m)                                   | Tunnel de Lagaube (165 m)                                   |
| | 292,588                  | Tunnel de Larry (294 m, unter dem Bach)                     | Tunnel de Larry (294 m, unter dem Bach)                     |
| Strecke nach halblinks und Tunnelanfang (außer Betrieb) · Strecke nach halbrechts, von links und Tunnelende (außer Betrieb) · Strecke von rechts (außer Betrieb) (im Tunnel) | 294,408                  | Tunnel hélicoïdal de Sayerce                                | Tunnel hélicoïdal de Sayerce                                |
| Strecke von halblinks · Strecke nach links und von halbrechts (außer Betrieb) (im Tunnel) · Strecke nach rechts (außer Betrieb) (im Tunnel) |                          | (Kehrtunnel; 1.792 m)                                       | (Kehrtunnel; 1.792 m)                                       |
| | 296,702                  | Viaduc de l’Arnousse (113 m)                                | Viaduc de l’Arnousse (113 m)                                |
| Tunnel (Strecke außer Betrieb) | 297,501                  | Tunnel de Penne d’Arrêt (354 m)                             | Tunnel de Penne d’Arrêt (354 m)                             |
| Brücke über Wasserlauf (Strecke außer Betrieb) | 298,699                  | Viaduc de Peilhou (90 m) ＊                                 | Viaduc de Peilhou (90 m) ＊                                 |
| | 299,047                  | Tunnel de Peilhou (335 m) 5                                 | Tunnel de Peilhou (335 m) 5                                 |
| | 299,718                  | Les Forges d’Abel                                           | 1068 m                                                      |
| Strecke geradeaus (außer Betrieb) (im Tunnel) | 300,119                  | Somport-Eisenbahntunnel (7.874 m)                           | Somport-Eisenbahntunnel (7.874 m)                           |
| Grenze (Strecke außer Betrieb) (im Tunnel) | 303,285                  | (Staatsgrenze Frankreich–Spanien)                           | (Staatsgrenze Frankreich–Spanien)                           |
| | 304,2xx                  | Scheitelpunkt                                               | 1212 m                                                      |
| Bahnhof Tunnelende | 308,499                  | Canfranc                                                    | 1195 m                                                      |
| |                          |                                                             |                                                             |
| |                          | Bahnstrecke Saragossa–Canfranc nach Saragossa               |                                                             |
| |                          |                                                             |                                                             |

Die Bahnstrecke Pau–Canfranc ist eine von vier Bahnverbindungen, die zwischen Frankreich und Spanien gebaut wurden. Sie führt von der französischen Stadt Pau durch die Pyrenäen zum in Spanien gelegenen Grenzbahnhof Canfranc. Dort schließt sich die spanische Bahnstrecke Saragossa–Canfranc an, mit der sie gemeinsam die Westliche Pyrenäenquerung (Transpyrénéen / Transpirineo occidental) bildet. Der größte Teil der Bahnstrecke Pau–Canfranc verläuft durch das Aspetal. Der niedrigste Punkt im Streckenverlauf liegt in Pau mit 178 Metern, der höchste Punkt im Somport-Tunnel mit 1212 Metern. Die Bahnstrecke ist heute an mehreren Stellen unterbrochen und damit nicht mehr durchgehend befahrbar, soll jedoch voraussichtlich 2032 als durchgehende Verbindung in Normalspur bis Saragossa wieder in Betrieb genommen werden.

## Geschichte

### Bau
Planungen für den Bau der Strecke gehen auf das Jahr 1853 zurück. Ursprünglich war sie als Teil einer Eisenbahnverbindung zwischen Paris und Madrid gedacht. Mit dem Bau beauftragt war die Compagnie des chemins de fer du Midi.

#### Pau–Oloron-Sainte-Marie
Schon im Jahr 1883 wurde der erste Teil der Strecke von Pau nach Oloron-Sainte-Marie in Betrieb genommen.

#### Bergstrecke
Die Bauzeit der gesamten Strecke (auch des spanischen Teils) dauerte von 1902 bis 1927. Der grenzüberschreitende Verkehr wurde mit einem Staatsvertrag zwischen Frankreich und Spanien 1904 (ergänzt 1907) geregelt. Der Bau wurde staatlicherseits auf beiden Seiten der Grenze erheblich subventioniert.

#### Bau des Grenztunnels
1908 wurde mit dem Bau des acht Kilometer langen Grenztunnels zwischen Frankreich und Spanien, des Somport-Tunnels, begonnen. Der Durchschlag erfolgte 1912, fertiggestellt war er 1918.

#### Grenzbahnhof
Weil auf der Nordseite des Tunnels zu wenig Platz für die Anlage des Grenzbahnhofs war, wurde er, entgegen der ursprünglichen Planung, auf der aragonesischen Seite errichtet. Die Arbeiten am Grenzbahnhof Canfranc dauerten bis 1927.

#### Spanische Strecke
Auf spanischer Seite war die Zufahrtsstrecke bereits 1922 fertiggestellt.

#### Elektrifizierung
Die französische Strecke wurde von Anfang an mit 1500 Volt Gleichstrom elektrifiziert, da Strom aus den gleich mit errichteten Wasserkraftwerken in den Pyrenäen ungleich preiswerter war als die Kohle für Dampflokomotiven, die importiert werden musste.

### Eröffnung
Am 11. Juli 1928 wurde die Strecke in Anwesenheit des spanischen Königs Alfons XIII. und des französischen Staatspräsidenten, Gaston Doumergue, eröffnet. Ab dem 18. Juli 1928 gab es durchgehenden Verkehr zwischen Pau und Saragossa, allerdings musste aufgrund der unterschiedlichen Spurweiten umgestiegen werden. 1929 ging eine Streckenabkürzung zur Umgehung des Bogens nach Huesca zwischen Zuera und Ayerbe (Turuñana) in Betrieb.
Der Betrieb war kein Erfolg. Aufgrund des in Canfranc erforderlichen Umsteigens und der umständlichen Grenzkontrollen war die Fahrt über die 311 Streckenkilometer von Pau bis Saragossa eine Tagesreise. Auch das Aufkommen im Güterverkehr war enttäuschend. 1929, im ersten vollständigen Betriebsjahr, wurden nur 50.000 Tonnen Güter über die Grenze befördert. Das lag auch daran, dass hier, im Gegensatz zu den Grenzübergängen in Irun und Port Bou, auf spanischer Seite kaum Industrie vorhanden war. Mit der Weltwirtschaftskrise sank das Aufkommen auch noch ab.

### Bürgerkrieg und 2. Weltkrieg
Am 20. Juli 1936 besetzten Truppen des Generals Francisco Franco Canfranc im Zuge des Spanischen Bürgerkriegs. Es kam zu Auseinandersetzungen mit den französischen Bahn- und Grenzbeamten. Daraufhin schloss die französische Regierung den Grenzübergang. Die spanische Seite mauerte im Gegenzug den Grenztunnel auf ihrer Seite zu.
Erst am 15. März 1940 wurde der Übergang wieder geöffnet, er war nach der deutschen Besetzung Frankreichs im Zweiten Weltkrieg zunächst eine wichtige Fluchtroute und hatte bald auch ein umfangreiches Güterverkehrsaufkommen. Bis zur Befreiung Frankreichs 1944 wurden über die Strecke aus Spanien kriegswichtige Rohstoffe an das Deutsche Reich geliefert, insbesondere Eisenerz aus Teruel und Wolframerz aus Galicien. In der anderen Richtung liefen Transporte mit so genanntem Raubgold über die Strecke, 86,6 Tonnen Barrengold. Im Sommer 1944 wurde die Strecke von französischen Widerstandskämpfern mehrfach punktuell zerstört und die spanische Seite vermauerte den Grenztunnel erneut.

### Nach dem 2. Weltkrieg
Erst 1948 wurde der Verkehr wieder aufgenommen und war minimal. Bis in die 1960er-Jahre verkehrten hier täglich lediglich zwei gemischte Züge und ein Triebwagen. Der Streckenunterhalt litt und die Stromzufuhr für die Oberleitung war nach dem Ausfall des Unterwerks in Urdos nur noch ungenügend.

### Streckenunterbrechung und teilweise Einstellung
Am 21. März 1970 entgleiste dann ein mit 320 Tonnen Mais beladener Zug auf der Brücke von l’Estanguet, nachdem er wegen eines Bremsdefekts unkontrolliert den Berg hinabgerollt war, und brachte die Brücke zum Einsturz. Seitdem ist die Strecke zwischen Canfranc und Bedous außer Betrieb und wurde an weiteren Stellen unterbrochen. 1980 folgte der Abschnitt Bedous–Oloron, so dass auf französischer Seite nur noch die Strecke Pau–Oloron mit Nahverkehrszügen bedient wurde.
Am 7. Februar 2003 wurde zur Entlastung des Col du Somport parallel zum Eisenbahntunnel ein zweispuriger Straßentunnel eröffnet, für den der ehemalige Eisenbahntunnel als Rettungstunnel dient.

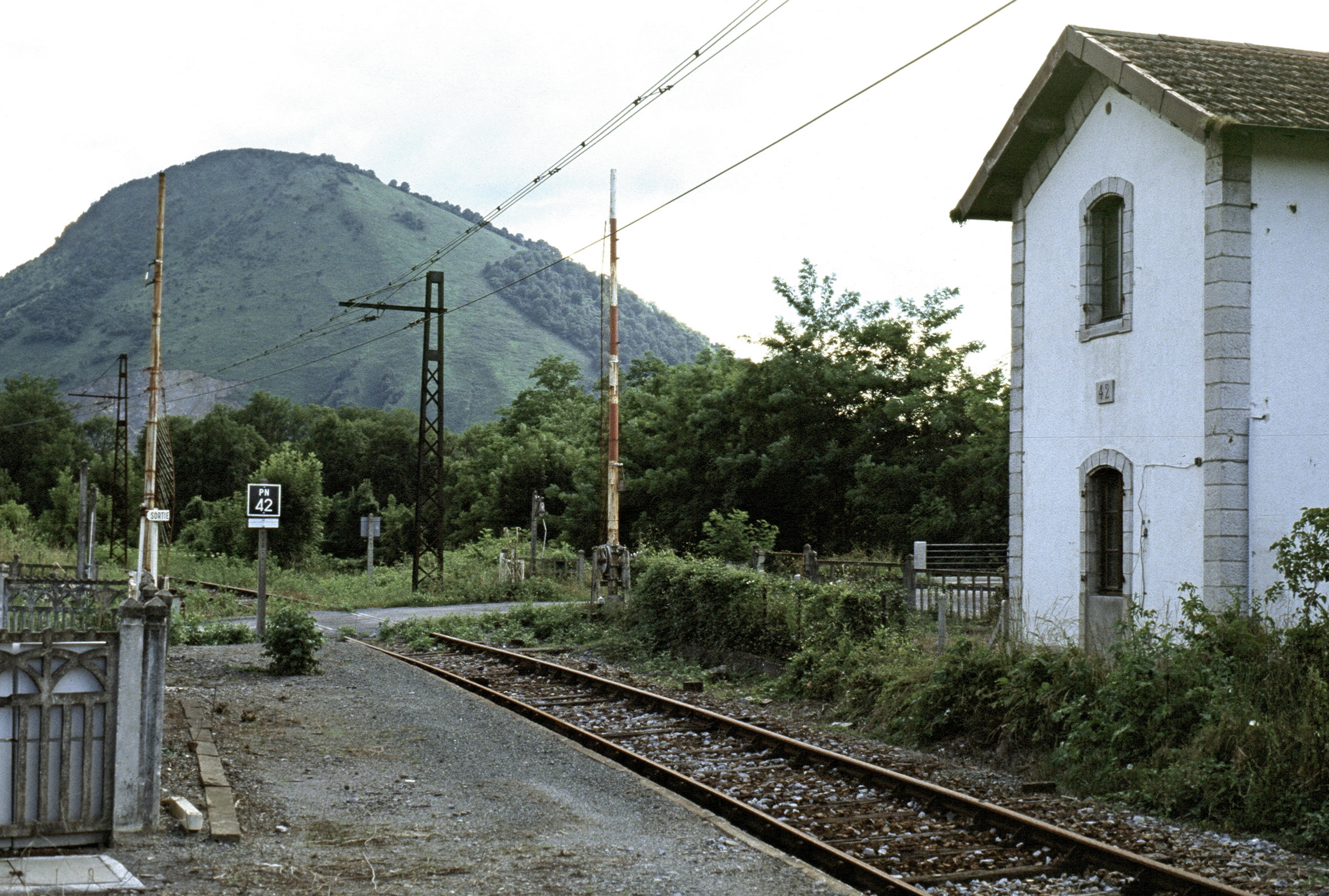
Bahnübergang bei Lurbe-Saint-Christau (1988)
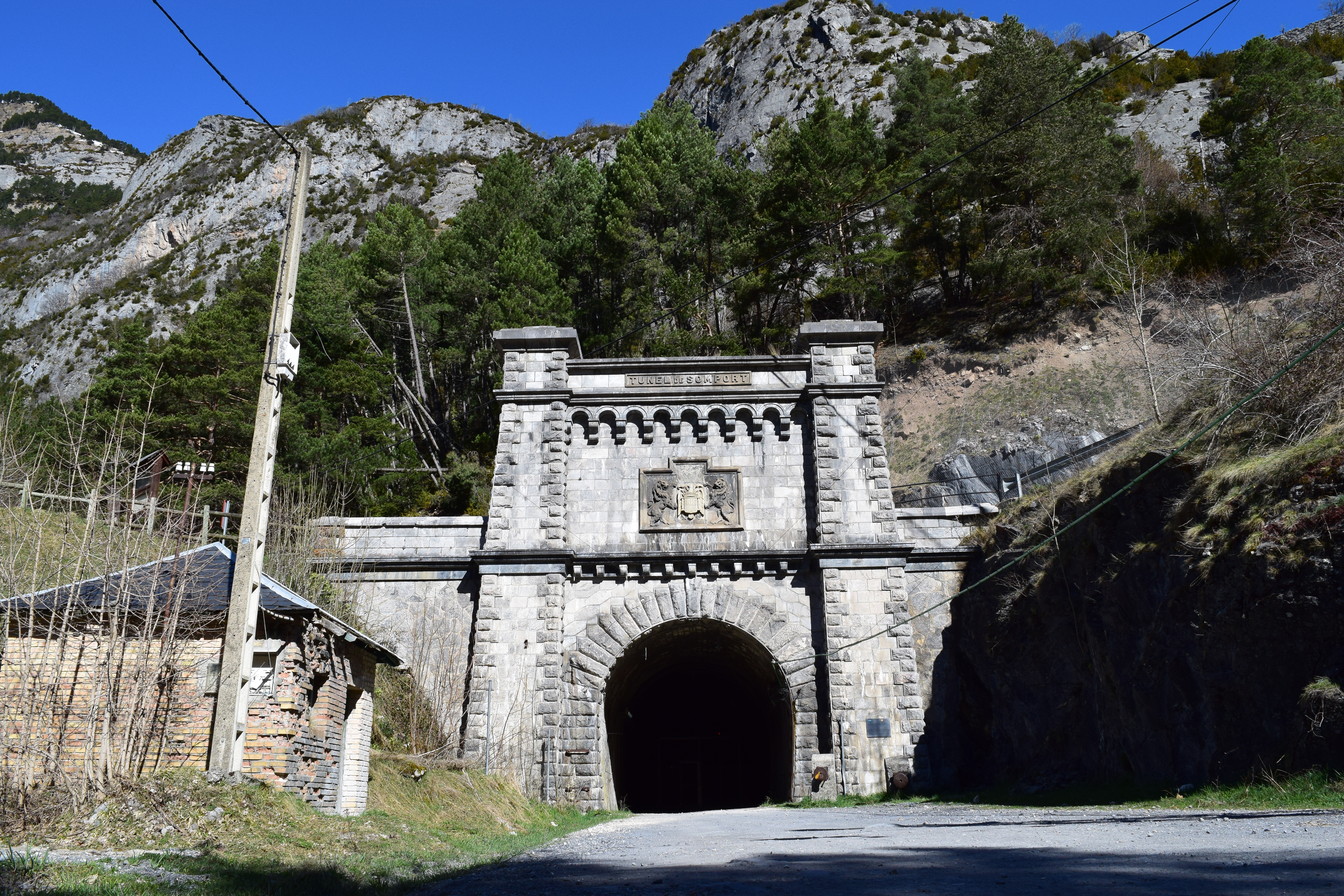
Somport-Tunnel 2015 als Hilfs-Straßentunnel
Bahnhof Canfranc, Straßenseite (1994)
Bahnhof Canfranc, Seite der französischen Gleise (1994)

### Schrittweise Renovierung
Die Teilstrecke Pau–Oloron wurde nach einjähriger Sperrung für eine Sanierung am 24. Januar 2011 wiedereröffnet. Bei der Sanierung wurde die Oberleitung entfernt. Seit Anfang Juli 2016 wird der Betrieb, nachdem die Strecke für 100 Mio. Euro saniert wurde, wieder bis Bedous geführt. Eingesetzt werden Dieseltriebwagen der Baureihe X 73500.

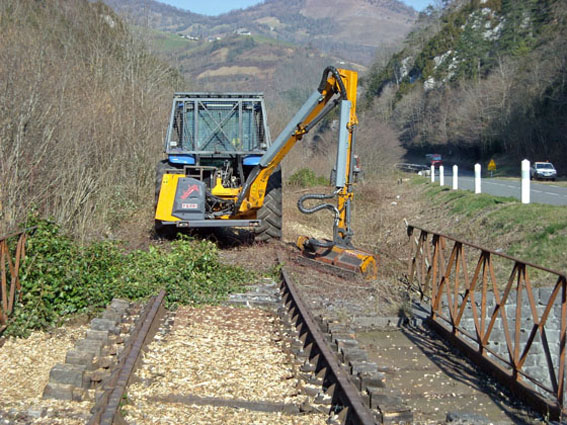
Arbeiten zur Inbetriebnahme bis Bedous (2008)

An der Endstation des Zuges besteht mehrmals am Tag Anschluss an einen Schienenersatzverkehr durch das Aspetal, der über die spanisch-französische Grenze abwechselnd auf dem Col du Somport oder im Straßentunnel bis zum Bahnhof Canfranc fährt. Auf spanischer Seite verkehren dorthin zwei Regionalzüge täglich am Morgen und Abend von und nach Saragossa über Huesca.

### Straßenausbau
Im Januar 2003 wurde der Somport-Straßentunnel parallel zum betehenden Eisenbahntunnel eröffnet. Der Eisenbahntunnel dient seitdem als Fluchttunnel für den Straßentunnel.
Mit dem Straßentunnel wurde auch die Zufahrtsstraße Route nationale 134 ausgebaut. Beim Straßenausbau wurde die nicht genutzte Bahnstrecke an mehreren Stellen zwischen Bedous und Canfranc unterbrochen.

### Planungen zur Wiederinbetriebnahme der Gesamtstecke
Immer wieder war im Gespräch, die Strecke wieder in Betrieb zu nehmen. Für den Abschnitt zwischen Oloron und Bedous ging der Regionalrat von Aquitanien dafür sogar in alleinige finanzielle Vorleistung. Die Arbeiten dort begannen Anfang 2008 und sollten ursprünglich 2010 abgeschlossen werden; dieser Termin konnte jedoch nicht gehalten werden, weil die Wiederinbetriebnahme der Bahnübergänge auf der Strecke in ihrer früheren Form wegen neuer Vorschriften nicht mehr zulässig war.
Angestrebt war schon seinerzeit eine durchgehende Wiedereröffnung im Jahr 2020, und zwar ohne eine erneute Elektrifizierung. Trotz unzureichender Fahrgastzahlen auf dem wiedereröffneten Abschnitt bis Bedous stand die französische Regierung einer Wiederinbetriebnahme der Gesamtstrecke „aufgeschlossen“ gegenüber, ließ aber auch hier die Finanzierung offen.

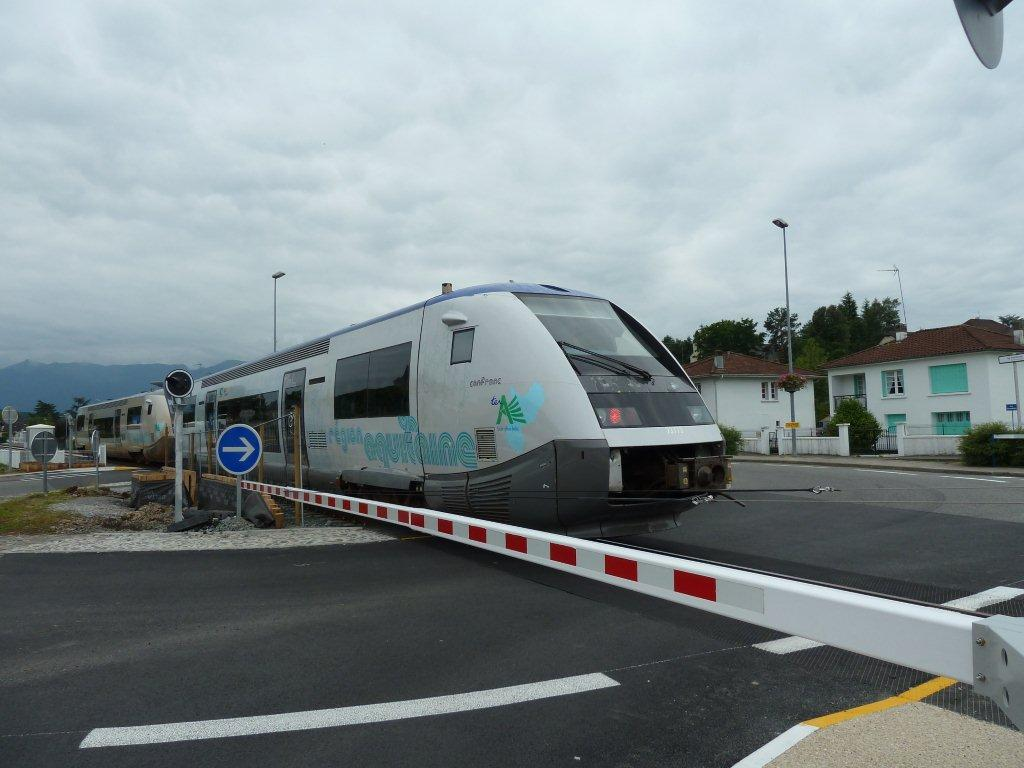
Der offensichtlichste Widerstand: Die Gemeinde Bidos hoffte, ein Kreisverkehr könne den Wiederaufbau der Strecke verhindern.
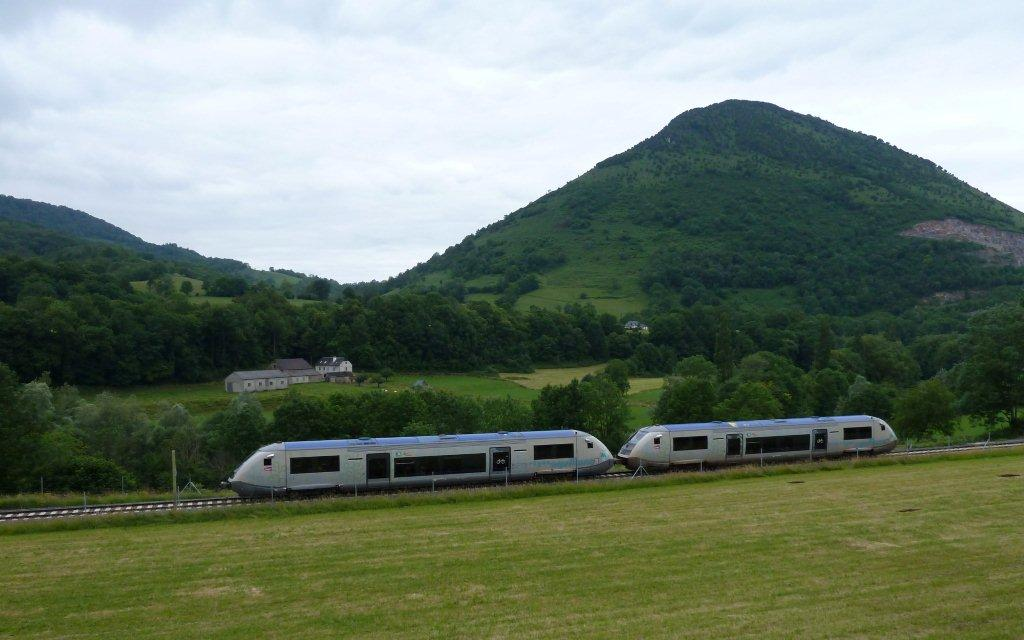
Zwischen Lurbe und Sarrance werden die Berge langsam etwas höher, …
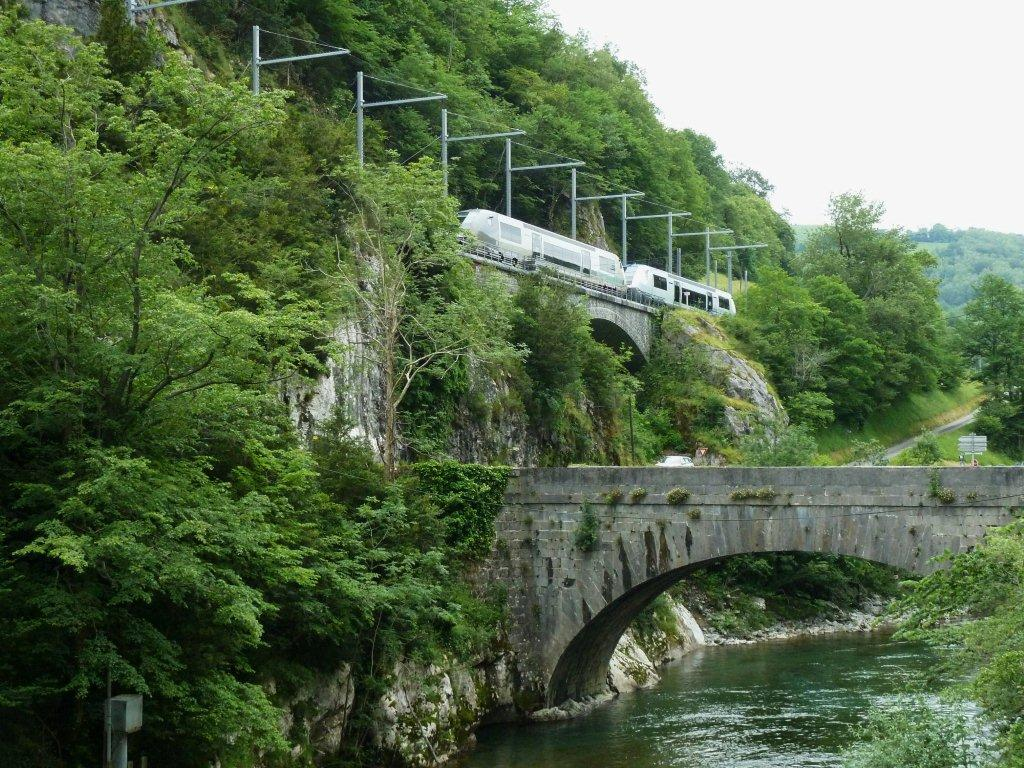
… , und beim Schutz vor Steinschlag möchte man bei Escot nicht mehr nur auf die persönliche Überprüfung der Strecke setzen.
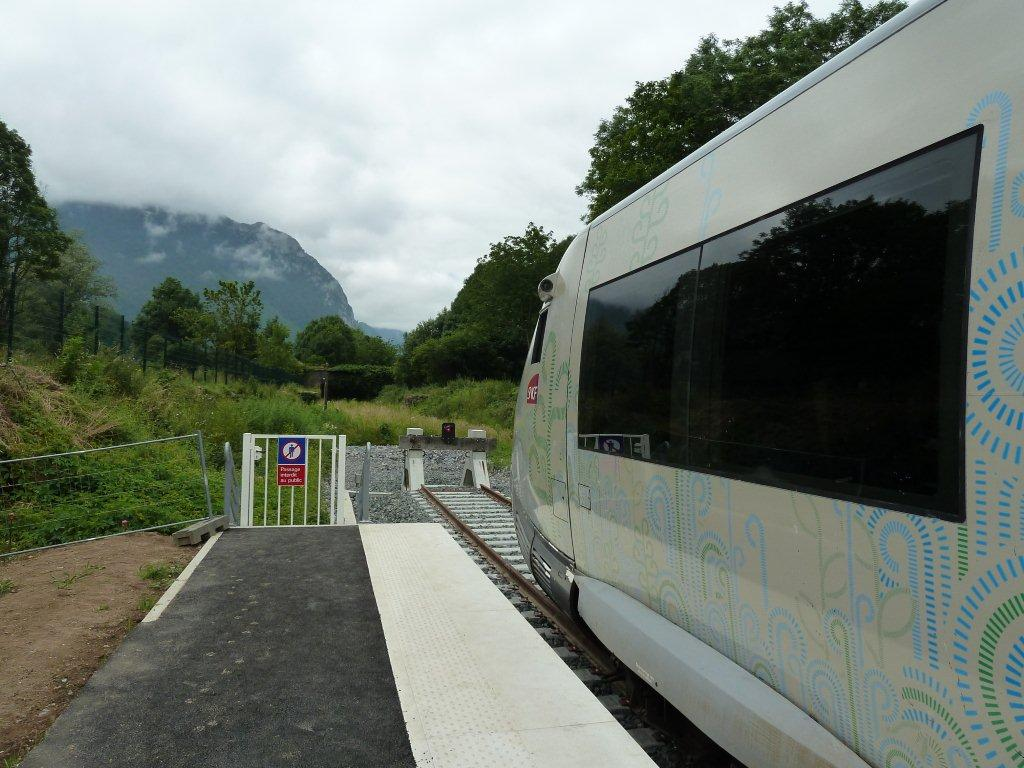
Bedous ist erreicht, aber wie schon 1914 fehlt auch 2016 der anspruchsvollste Teil der Strecke noch.

Inzwischen stellte die EU über den Fördertopf Connecting Europe Mittel zur Wiederherstellung verloren gegangener Verbindungen zwischen ihren Mitgliedsstaaten zur Verfügung. Beide Staaten und ihre beteiligten Regionen entwickelten nun das Projekt in gemeinsamer Abstimmung und schufen damit die Grundlage, um die Reaktivierung der Bahnstrecke zwischen Bedous und Canfranc bis 2032 (Stand Ende 2024) bezahlbar zu machen. In diesen Rahmen fielen auch 2,8 Millionen Euro für die technischen Studien auf französischer Seite im September 2019.
Am 28. Februar 2022 wurden der Wiederaufbau auf französischer und die Umspurung auf spanischer Seite zusammen mit gemeinsamen technischen Vorgaben für die Gesamtstrecke beschlossen. Auf der Teilstrecke von Huesca bis Saragossa ist bereits Normalspur- und Breitspurverkehr möglich, denn zwischen Huesca und Tardienta liegt ein Dreischienengleis für beide Spursysteme, damit auch der AVE hier fahren kann. Damit wäre die Gesamtstrecke von Pau bis Saragossa in Normalspur befahrbar.
Am 4. April 2024 begann die Bürgerbeteiligung zur erneuten Feststellung des öffentlichen Nutzens, in der auch der Ausbau als Rollende Landstraße zur Verlagerung des grenzüberschreitenden Lkw-Verkehrs zur Sprache kommt.

## Bauliche Besonderheiten
Im Pyrenäenanstieg südlich von Bedous weist die Strecke eine Steigung von bis zu 43 Promille auf, in den Tunneln bis 35 Promille. Dies gilt auch für den 1,7 Kilometer langen Kehrtunnel von Sayerce sowie den 8 Kilometer langen Somport-Tunnel, Grenztunnel zwischen Frankreich und Spanien.
Der französische Teil der Strecke wurde in Normalspur ausgeführt und war elektrifiziert. Die spanische Seite wurde in der dort üblichen Spurweite von 1668 Millimetern (Iberische Breitspur) errichtet und ist nicht elektrifiziert. Ehemaliger Grenz- und Spurwechselbahnhof war der Bahnhof Canfranc. Spätestens seit Unterbrechung der Strecke war er mit seinen 27 Gleisen deutlich überdimensioniert. Das riesige Empfangsgebäude stand zu großen Teilen leer.

## Wissenswert

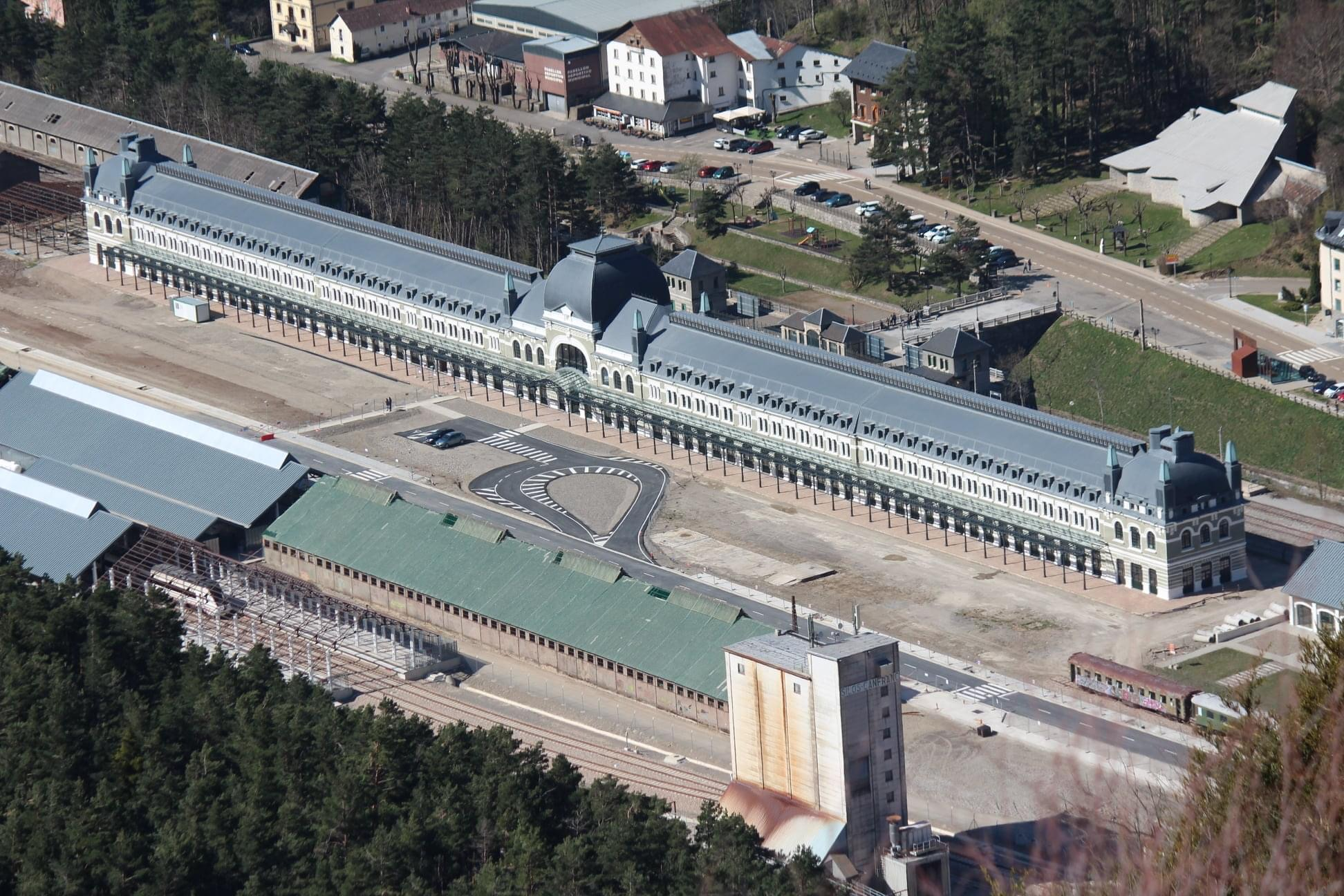
Nach Renovierung der Fassade des alten und Eröffnung des verkleinerten Bahnhofs Canfranc, April 2021

Von 2018 bis 2022 wurde das Bahnhofsareal Canfranc von der aragonesischen Regionalregierung neu gestaltet. Die beiden Flügel des ursprünglichen Empfangsgebäudes beherbergen seit Anfang 2023 ein Luxushotel, und die neuen, umspurbaren Gleise für den Personenverkehr liegen in der bergseitigen ehemaligen Umladehalle für Güter.

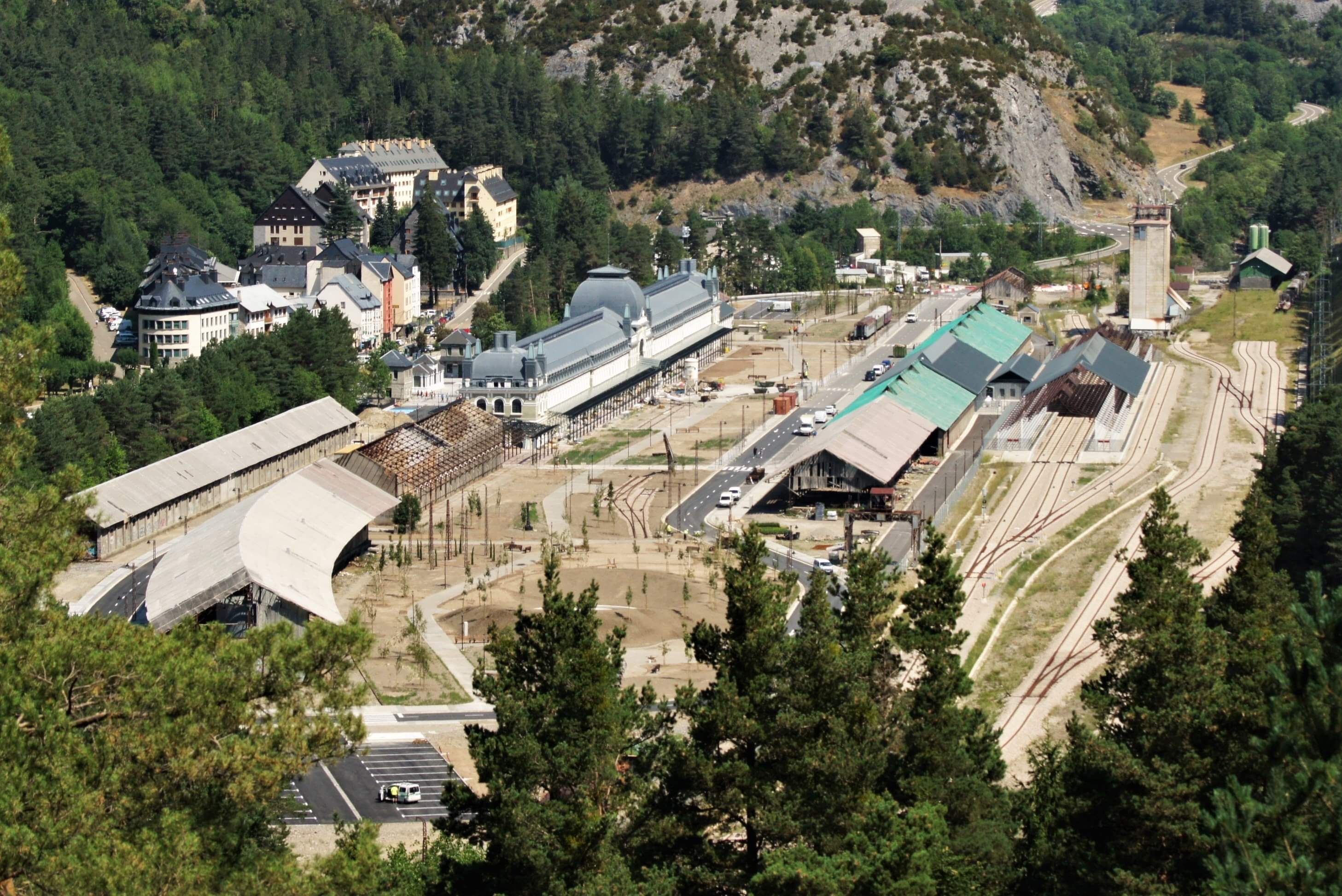
Stand des großen Umbaus im August 2022:
- Das alte Hauptgebäude wird zum Hotel, - alle Nebengebäude werden zu Wohnungen, Büros oder Geschäften, und - im früheren französischen Gleisfeld entsteht ein Park mit alten Eisenbahnelementen.
Die sechs Gleise zum Berg hin sollen für den Betrieb im Europäischen Binnenmarkt genügen.

- Das alte Hauptgebäude wird zum Hotel,
- alle Nebengebäude werden zu Wohnungen, Büros oder Geschäften, und
- im früheren französischen Gleisfeld entsteht ein Park mit alten Eisenbahnelementen.